# Maiol II di Narbona
Maiol, o Maiolo, Maiol anche in catalano e in spagnolo (prima metà secolo X – 952 circa), è stato un nobile franco, visconte di Narbona dal 933 fino alla sua morte.

## Origine
Maiol, secondo l'albero genealogico della Gran enciclopèdia catalana - vescomtat de Narbona, era figlio del Visconte di Narbona, Oddone I, e della moglie Richilda, che, secondo il documento n° LXXII della Marca Hispanica sive Limes hispanicus, era figlia del conte di Barcellona, Gerona e Osona, Goffredo II Borrell, e di Garsinda di Tolosa (Richildes vicecomitissa filia Borelli comitis et filia Garsindis comitissa).

Oddone I di Narbona, secondo il documento n° 50 delle Preuves de l'Histoire générale de Languedoc: avec des notes et les pièces, Volume 5 era figlio del Visconte di Narbona, Franco II, e della moglie Arsinda di Empúries, che secondo il documento n° 55, paragrafo II, delle Preuves de l'Histoire générale de Languedoc: avec des notes et les pièces, Volume 5, datato 10 aprile 931, inerente a una donazione fatta dai fratelli, Guadaldo, vescovo di Elne e Gausberto, conte di Rossiglione e Empúries (Waldaldus gratia Dei sedis Elenensis et Gauzbertus comes) in suffragio dei genitori Sunyer e Ermengarda e dei fratelli Bencione, conte di Empúries e Elmerado, vescovo di Elne (Suniario comite et uxori Ermengardis et Bencone comite et Almerado episcopo) e del cognato Franco e la moglie Arsinda (Franchone vicecomite et uxori suae Eirtsinde), era figlia del conte d'Empúries, e di Rossiglione, Sunyer II di Empúries.

## Biografia

La penisola iberica con a nord la marca di Spagna e Tolosa verso la metà del IX secolo

Di Maiol si hanno pochissime notizie.
Maiol, secondo l'albero genealogico della Gran enciclopèdia catalana - vescomtat de Narbona, viene ricordato come visconte di Narbona e come successore e figlio di Oddone I.

Secondo altre fonti Maiol potrebbe essere figlio di Gualtiero, figlio di Maiol I.
Non si conosce l'anno esatto della morte di suo padre, Oddone I. L'ultimo documento in cui compare è il documento n° 58 delle Preuves de l'Histoire générale de Languedoc: avec des notes et les pièces, Volume 5, nel quale, nel marzo 933, Oddone, con Teudo, Visconte di Béziers (Teudo et Odo vicecomites) fu esecutore testamentario del vescovo di Béziers Reginaldo (quondam Reginardus episcopus).

Anche Jacqueline Caille, nel suo Vicomtes et vicomté de Narbonne, Des origines au début du xiiie siècle, cita questo avvenimento.

Comunque nel documento n° LXXII della Marca Hispanica sive Limes hispanicus, datato 936, inerente alla compravendita di una proprietà, compaiono solo la moglie di Oddone I, Richilda, col titolo di viscontessa (Richildes vicecomitissa) ed il figlio primogenito, Matfredo (Mathfredus), come firmatari.

Maiol ed il fratello, Matfredo succedettero a Oddone, sotto tutela della madre, Richilda, come sostiene Jacqueline Caille, nel suo Vicomtes et vicomté de Narbonne, Des origines au début du xiiie siècle.
In ogni caso, il documento n° 58 del Recueil des chartes de l'Abbaye de La Grasse. T. I, 779-1119, datato 24 ottobre 946, riporta che Maiol (Maiolus vicecomes) fece una donazione all'abbazia Santa Maria di Lagrasse in suffragio delle anime dei suoi genitori (patris mei et matris meæ) della moglie Ranilo (uxoris mæ Ranilone) della precedente moglie Ester (alia uxore mea quæ fuit quondam nomine Estuer) delle loro figlie (non nominate) e dei figli Simplicio e Valdemiro (pro filiabus meis et pro filiis meis Simplicio et Vuadamiro).
Non si conosce l'anno esatto della morte di Maiol. Potrebbe essere prima del 952, in quanto nel documento n° 93 delle Preuves de l'Histoire générale de Languedoc: avec des notes et les pièces, Volume 5, datato 952, Maiol non viene citato; Matfredo, assieme alla moglie, Adelaide (Matfredo vicecomite et uxori tuæ Adalaicis vicecomitissa) compra una proprietà a Creixano (in comitatu Narbonense villam vocabulo Creixano).

Anche Jacqueline Caille, nel suo Vicomtes et vicomté de Narbonne, Des origines au début du xiiie siècle, cita questo avvenimento.

## Matrimoni e discendenza
Maiol, aveva sposato in prime nozze, Ester, di cui non conosciamo gli ascendenti.
Maiol, in seconde nozze, aveva sposato Ranilo, di cui non conosciamo gli ascendenti.
Dai due matrimoni aveva avuto almeno quattro figli:
- Simplicio († prima del 946)[8];
- Valdemiro († prima del 946)[8];
- almeno due figlie femmine († prima del 946)[8].

### Fonti primarie
- (LA)  #ES Histoire générale de Languedoc avec notes et pièces justificatives, Volume 5.
- (LA)  #ES Marca Hispanica sive Limes hispanicus.
- (LA)  Recueil des chartes de l'Abbaye de La Grasse. T. I, 779-1119.

### Letteratura storiografica
- (LA)  (FR)  Jacqueline Caille. Vicomtes et vicomté de Narbonne, Des origines au début du xiiie siècle.